# Ana María Custodio
Pour les articles homonymes, voir Custódio.
Ana María Muñoz Custodio, née le 19 mars 1908 à Écija (en Espagne dans la province de Séville) et morte le 10 avril 1976 à Madrid (Espagne), est une actrice espagnole.

## Biographie
Ana María Custodio a été mariée au compositeur et chef d'orchestre Gustavo Pittaluga.
Cinq ans après son dernier travail cinématographique, en 1976, Ana María Muñoz Custodio, meurt à 68 ans à Madrid.

## Filmographie partielle

### Au cinéma
- 1931 : Cuerpo y alma de David Howard
- 1931 : ¿Conoces a tu mujer? de David Howard
- 1931 : Eran trece de David Howard
- 1931 : Mi último amor de Lewis Seiler
- 1935 : Don Quintín el amargao de Luis Marquina
- 1936 : El bailarín y el trabajador de Luis Marquina
- 1936 : Nuestra Natacha de Benito Perojo
- 1937 : Sentinelle, alerte ! (¡Centinela, alerta!) de Jean Grémillon et Luis Buñuel
- 1944 : Cuando escuches este Vals de José Luis Bueno
- 1951 : Alba de América de Juan de Orduña
- 1957 : La estrella del Rey de Luis María Delgado
- 1958 : ¿Dónde vas, Alfonso XII? de Luis César Amadori
- 1960 : ¿Dónde vas, triste de ti? de Alfonso Balcazar
- 1960 : Mi calle de Edgar Neville
- 1960 : Don Lucio y el hermano Pío de José Antonio Nieves Conde
- 1960 : Trío de damas de Pedro Lazaga
- 1960 : Il Magistrato de Luigi Zampa
- 1961 : Un ange est arrivé (Ha llegado un ángel) de Luis Lucía
- 1961 : Ave Maria (Pecado de amor) de Luis César Amadori
- 1962 : El escándalo de Javier Setó
- 1962 : Su alteza la niña de Mariano Ozores
- 1962 : La casa del terror de Isidoro Martínez Ferry
- 1962 : Der Teppich des Grauens de Harald Reinl
- 1963 : El Mundo Sigue de Fernando Fernán Gómez
- 1963 : Las hijas de Helena de Mariano Ozores
- 1963 : Una chica casi formal de Ladislas Vajda
- 1964 : Sie nannten ihn Gringo de Roy Rowland
- 1965 : El proscrito del río Colorado de Maury Dextro
- 1965 : El diablo también llora de José Antonio Nieves
- 1966 : Buenos días, condesita de Luis César Amadori
- 1966 : Viaggio di nozze all´italiana de Mario Amendola
- 1967 : Peppermint frappé de Carlos Saura
- 1967 : Los que tocan el piano de Javier Aguirre
- 1968 : Sei simpatiche corogne de Robert Fiz
- 1969 : El ángel de Vicente Escrivá
- 1969 : Un atraco de ida y vuelta de Robert Fiz
- 1971 : Nada menos que un hombre de Rafael Gil